# Wahlen zur Volksversammlung Mosambiks 1986
Die Wahlen zur Volksversammlung in Mosambik 1986 waren die zweiten Wahlen in Mosambik nach der Unabhängigkeit des Landes von der portugiesischen Kolonialmacht. Sie fanden vom 15. August bis 18. Dezember 1986  unter den Bedingungen des verstärkten Mosambikanischen Bürgerkriegs und eines Einparteiensystems unter der Führung der Staatspartei FRELIMO statt. Durch nicht geheime Abstimmungen wurden die 259 Vertreter des Volksversammlung genannten Parlaments von Mosambik bestätigt. Aufgrund der Bürgerkriegssituation waren die ursprünglich für 1981 geplanten Wahlen verschoben worden.

## Ablauf und Charakter der Wahlen
Es handelte sich nicht um Wahlen im Sinne freier, gleicher und geheimer Abstimmungen zur Ermittlung repräsentativer Vertreter verschiedener Gruppen, sondern um eine Abfolge von Versammlungen, auf denen eine Kandidatenliste ohne Diskussion bestätigt wurde. Das Zentralkomitee der Staatspartei FRELIMO stellte eine Liste von 299 Kandidaten auf, von denen 249 plus 10 Ersatzmitglieder schließlich die neue Volksversammlung von Mosambik bildeten. Auf der lokalen Ebene wurden die Vertreter nach einer Befragung durch Erheben der Hände bestätigt. Auf diese Weise wurden Vertreter für die nächsthöheren Versammlungsebenen (Stadt bzw. Distrikt und anschließend Provinz) bestimmt. Gegenüber den Wahlen zur Volksversammlung in Mosambik 1977 gab es auf diesen Ebenen insofern eine demokratische Neuerung, als hier Wahlurnen benutzt wurden und so das öffentliche Handheben abgelöst wurde. Im Oktober wurde der Wahlprozesses aufgrund des Todes des Präsidenten vom Mosambik, Samora Machel, kurzzeitig unterbrochen. An der Spitze dieser Abfolge indirekt gewählter Vertreter stand die Volksversammlung Mosambiks.